# Palatul Blenheim

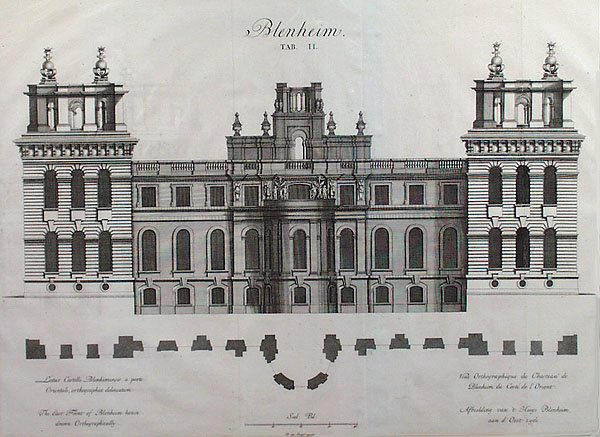
Palatul Blenheim, arhitect Sir John Vanbrugh, stil arhitectural baroc englezesc, desen din 1715 de Van Gurst.

Palatul Blenheim (Format:În engleză) este o clădire monumentală de tipul unui conac englez, care se găsește în Woodstock, comitatul Oxfordshire, Anglia. Este singura casă de țară (sau conac) din Anglia care poartă titlul de Palat. Palatul Blenheim, una dintre cele mai mari structuri necitadine din Anglia, a fost construit între 1705 și circa 1724. În 1987, UNESCO a adoptat palatul ca un obiectiv demn de a fi inclus pe lista patrimoniului mondial al întregii omeniri.
Construcția sa a fost concepută inițial a fi un cadou pentru John Churchill, I Duce de Marlborough din partea națiunii engleze pentru succesul triumfător repurtat de John Churchill împotriva francezilor și germanilor în Bătălia de la Blenheim. Din păcate, foarte curând, construirea palatului a devenit un subiect de luptă politică, care a condus la exilul Ducelui de Marlborough, căderea de la putere a ducesei sale și provocarea de daune ireparabile reputației arhitectului palatului, Sir John Vanbrugh.
Conceput în maniera rară și scurtă temporal a Barocului englez, palatul prezintă un anumit „aer”, cu multiple elemente arhitecturale, care a creat și creează păreri contradictorii , de la admirația nețărmurită până la refuzarea totală a întregului complex.  Prin combinarea părerilor critice, se poate spune despre Blenheim că este unic prin asigurarea simultană a funcțiilor de casă familială, mausoleu și monument național.  Palatul este binecunoscut și ca fiind locul de naștere, respectiv locul copilăriei lui Winston Churchill, prim ministru al Regatului Unit.
Clădirea palatului a fost un teren de intrigi politice de către Sarah, Ducesă de Marlborough. După terminarea palatului, a devenit casa familiei Churchill pentru următorii 300 de ani, iar diverși membri ai familiei au avut loc în acea perioadă diverse schimbări, în interior, parc și grădini.La sfârșitul secolului al XIX-lea, palatul și Bisericile au fost salvate de la ruină printr-o căsătorie americană. Astfel, exteriorul palatului rămâne în stare bună și exact așa cum este finalizat.

## Familia Churchill

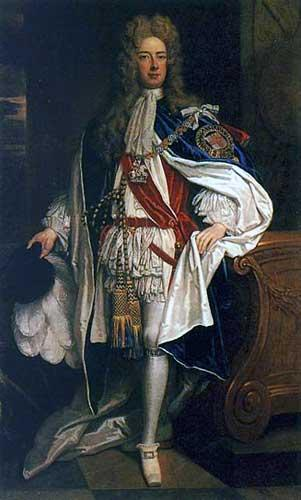
John Churchill, I Duce de Marlborough.

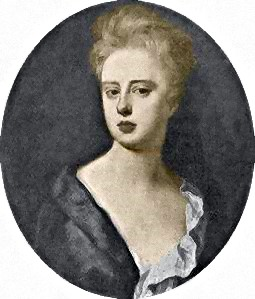
Sarah Churchill, Ducesă de Marlborough.

John Churchill s-a născut în Devon. Deși familia lui avea relații aristocratice, el aparținea mai degrabă gentriei minore decât eșaloanelor superioare ale societății din secolul al XVII-lea. În 1678, Churchill s-a căsătorit cu Sarah Jennings, iar în aprilie în acel an a fost trimis de Charles II la Haga pentru a negocia o convenție privind detașarea armatei engleze în Flandra. Misiunea s-a dovedit în cele din urmă abortivă. În mai, lui Churchill i-a fost numit temporar gradul de general de brigadă, dar posibilitatea unei campanii continentale a fost eliminată prin Tratatul de la Nijmegen. Când Churchill s-a întors în Anglia, planul Popish a dus la o exilă temporară de trei ani pentru James Stuart, ducele de York. Ducele l-a obligat pe Churchill să-l viziteze, mai întâi la Haga, apoi la Bruxelles. Pentru serviciile sale în timpul crizei, Churchill a fost făcut Lordul Churchill din Eyemouth în scrierile din Scoția în 1682, iar în anul următor a fost numit colonel al Regelui Regal Regal Dragons.

## Locație

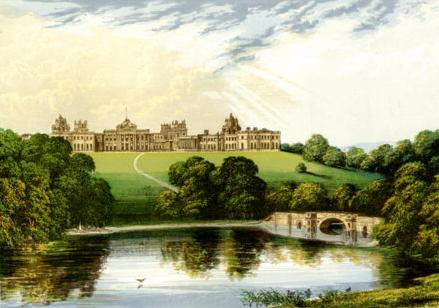
Gravarea Palatului Blenheim

## Arhitect

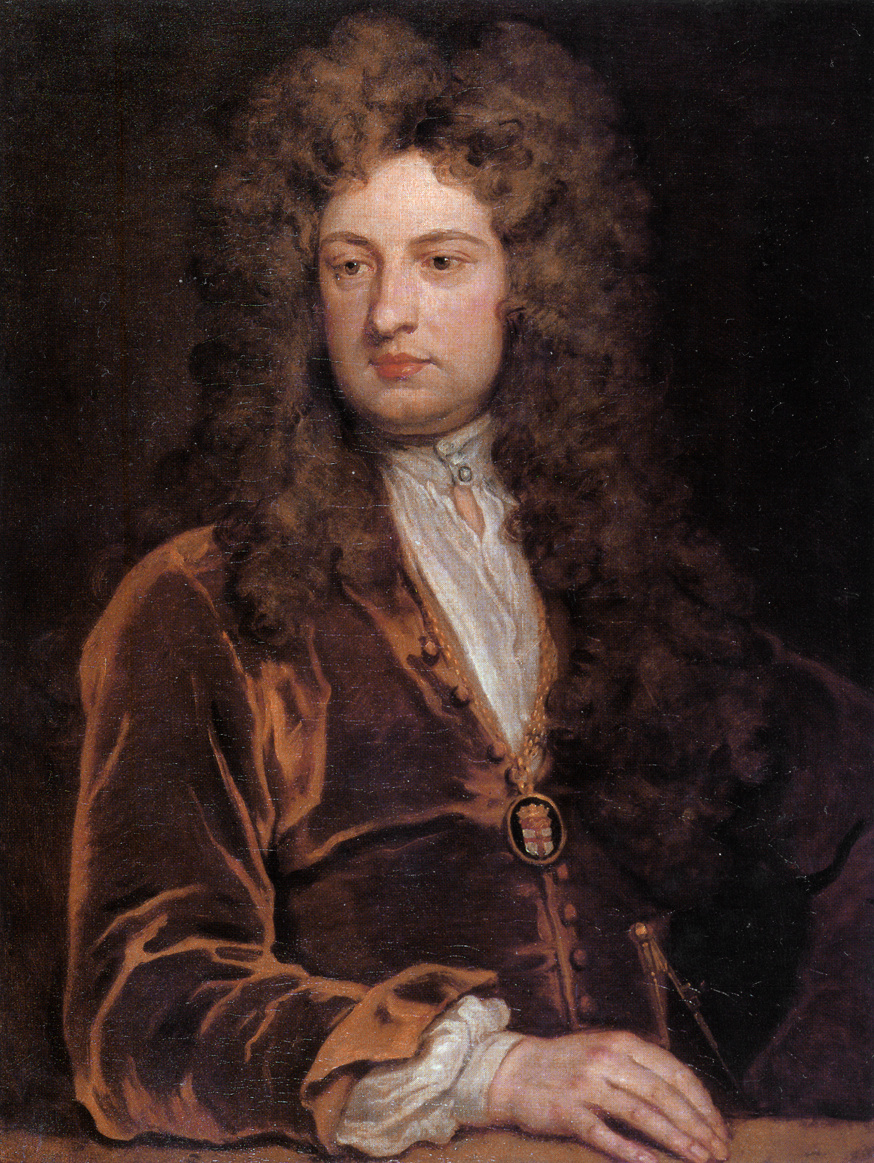
Arhitectul, Sir John Vanbrugh, într-o pictură a lui Godfrey Kneller